# Hecatera turbida
Hecatera turbida är en fjärilsart som beskrevs av Hoefm. 1897. Hecatera turbida ingår i släktet Hecatera och familjen nattflyn. Inga underarter finns listade i Catalogue of Life.